# UEFAヨーロッパリーグ 2021-22 決勝トーナメント
UEFAヨーロッパリーグ 2021-22 決勝トーナメント (英語：UEFA Europa League 2021-22 knockout phase)は2022年2月17日から5月18日まで開催される予定のUEFAヨーロッパリーグ 2021-22本戦の最終ステージである。今シーズンからグループリーグを1位で勝ち抜いた8チームがラウンド16へ、2位で勝ち抜いた8チームがUEFAチャンピオンズリーググループリーグ3位の8チームとプレーオフラウンドで戦う方式に変更された。決勝戦は2022年5月18日にスペイン・セビリアのエスタディオ・ラモン・サンチェス・ピスフアンで行われる。
決勝戦以外はホーム・アンド・アウェー方式で行われる。2試合の合計得点が多いチームが次のラウンドへ勝ち進むが、2021年6月24日にUEFAは、1965年以来使用されてきたすべてのUEFAクラブ大会でアウェーゴールルールの廃止を承認。2試合合計が同じだった場合は、30分の延長戦が行われる。120分終了後同点の場合、PK戦で勝敗が決定される。

## 日程
| ラウンド   | 抽選日         | 第一戦                                                                         | 第二戦                                                                         |
| ---------- | -------------- | ------------------------------------------------------------------------------ | ------------------------------------------------------------------------------ |
| プレーオフ | 2021年12月13日 | 2022年2月17日                                                                  | 2022年2月24日                                                                  |
| ラウンド16 | 2021年2月25日  | 2022年3月10日                                                                  | 2022年3月17日                                                                  |
| 準々決勝   | 2022年3月18日  | 2022年4月7日                                                                   | 2022年4月14日                                                                  |
| 準決勝     | 2022年3月18日  | 2022年4月28日                                                                  | 2022年5月5日                                                                   |
| 決勝       | 2022年3月18日  | 2022年5月18日 エスタディオ・ラモン・サンチェス・ピスフアン, スペイン・セビリア | 2022年5月18日 エスタディオ・ラモン・サンチェス・ピスフアン, スペイン・セビリア |

## 抽選
決勝トーナメント・プレーオフの組み分けでは、グループ２位通過クラブ8クラブがシードされ、チャンピオンズリーググループ3位の8チームはノーシードになる。シードチーム同士、ノーシード同士は対戦しない。また同じ国のクラブ同士でも対戦しない。チャンピオンズリーグ3位のクラブが第1戦のホームになる。
ラウンド16の組み分けでは、グループ1位通過8クラブがシードされ、プレーオフの勝者8クラブはノーシードになる。シードチーム同士、ノーシード同士は対戦しない。また同じ国のクラブ同士、さらに仮にグループ2位通過クラブが勝ち上がった場合は、グループ・ラウンドで同組だったクラブとも対戦しない。プレーオフの勝者8クラブが第1戦のホームになる。

### ヨーロッパリーグGS通過チーム
| グループ | 首位チーム (ラウンド16)  | 2位チーム (プレーオフ) |
| -------- | ------------------------ | ---------------------- |
| A        | リヨン                   | レンジャーズ           |
| B        | モナコ                   | レアル・ソシエダ       |
| C        | スパルタク・モスクワ     | ナポリ                 |
| D        | フランクフルト           | オリンピアコス         |
| E        | ガラタサライ             | ラツィオ               |
| F        | ツルヴェナ・ズヴェズダ   | ブラガ                 |
| G        | バイエル・レバークーゼン | レアル・ベティス       |
| H        | ウェストハム             | ディナモ・ザグレブ     |

### チャンピオンズリーグGS3位チーム
| グループ | 3位チーム (プレーオフ)       |
| -------- | ---------------------------- |
| A        | ライプツィヒ                 |
| B        | ポルト                       |
| C        | ボルシア・ドルトムント       |
| D        | シェリフ・ティラスポリ       |
| E        | バルセロナ                   |
| F        | アタランタ                   |
| G        | セビージャ                   |
| H        | ゼニト・サンクトペテルブルク |

## 決勝トーナメントプレーオフ
決勝トーナメントプレーオフの組み合わせ抽選会は2021年12月13日に行われた。

| チーム #1                    | 合計         | チーム #2          | 第1戦 | 第2戦      |
| ---------------------------- | ------------ | ------------------ | ----- | ---------- |
| セビージャ                   | 3 - 2        | ディナモ・ザグレブ | 3-1   | 0-1        |
| アタランタ                   | 5 - 1        | オリンピアコス     | 2-1   | 3-0        |
| ライプツィヒ                 | 5 - 3        | レアル・ソシエダ   | 2-2   | 3-1        |
| バルセロナ                   | 5 - 3        | ナポリ             | 1-1   | 4-2        |
| ゼニト・サンクトペテルブルク | 2 - 3        | レアル・ベティス   | 2-3   | 0-0        |
| ボルシア・ドルトムント       | 4 - 6        | レンジャーズ       | 2-4   | 2-2        |
| シェリフ・ティラスポリ       | 2 - 2 (2–3p) | ブラガ             | 2-0   | 0–2 (延長) |
| ポルト                       | 4 - 3        | ラツィオ           | 2-1   | 2-2        |

### 試合
| 2022年2月17日 21:00 |

| セビージャ                                                     | 3 - 1    | ディナモ・ザグレブ |
| ラキティッチ 13分 (pen.) · オカンポス 44分 · マルシャル 45+1分 | レポート | オルシッチ 41分    |

| エスタディオ・ラモン・サンチェス・ピスフアン, セビリア 観客数: 28,372人 主審: マルコ・グイーダ |

| 2022年2月24日 18:45 |

| ディナモ・ザグレブ     | 1 - 0    | セビージャ |
| オルシッチ 65分 (pen.) | レポート |            |

| スタディオン・マクシミール, ザグレブ 観客数: 9,788人 主審: フランソワ・ルテクシエ |

二試合合計スコア 3 - 2でセビージャがラウンド16進出
| 2022年2月17日 21:00 |

| アタランタ            | 2 - 1    | オリンピアコス  |
| ジムシティ 61分, 63分 | レポート | チキーニョ 16分 |

| スタディオ・ディ・ベルガモ, ベルガモ 観客数: 9,448人 主審: ザンドロ・シェーラー |

| 2022年2月24日 18:45 (19:45 EET) |

| オリンピアコス | 0 - 3    | アタランタ                              |
|                | レポート | メーレ 40分 · マリノフスキー 66分, 69分 |

| スタディオ・ヨルギオス・カライスカキス, ピレウス 観客数: 15,835人 主審: カルロス・デル・セロ・グランデ |

二試合合計スコア 5 - 1でアタランタがラウンド16進出
| 2022年2月17日 21:00 |

| ライプツィヒ                               | 2 - 2    | レアル・ソシエダ                            |
| エンクンク 30分 · フォルスベリ 82分 (pen.) | レポート | ル・ノルマン 8分 · オヤルサバル 64分 (pen.) |

| RBアレーナ, ライプツィヒ 観客数: 21,113人 主審: ジュネイト・チャクル |

| 2022年2月24日 18:45 |

| レアル・ソシエダ  | 1 - 3    | ライプツィヒ                                                |
| スビメンディ 65分 | レポート | オルバン 39分 · A・シルヴァ 59分 · フォルスベリ 89分 (pen.) |

| エスタディオ・アノエタ, サン・セバスティアン 観客数: 30,113人 主審: アンソニー・テイラー |

二試合合計スコア 5 - 3でライプツィヒがラウンド16進出
| 2022年2月17日 18:45 |

| バルセロナ           | 1 - 1    | ナポリ            |
| トーレス 59分 (pen.) | レポート | ジエリンスキ 29分 |

| カンプ・ノウ, バルセロナ 観客数: 73,525人 主審: イシュトヴァーン・コヴァーチ |

| 2022年2月24日 21:00 |

| ナポリ                                     | 2 - 4    | バルセロナ                                                      |
| インシーニェ 23分 (pen.) · ポリターノ 87分 | レポート | アルバ 8分 · F・デ・ヨング 13分 · ピケ 45分 · オーバメヤン 59分 |

| スタディオ・ディエゴ・アルマンド・マラドーナ, ナポリ 観客数: 37,858人 主審: セルゲイ・カラセフ |

二試合合計スコア 5 - 3でバルセロナがラウンド16進出
| 2022年2月17日 18:45 (20:45 MSK) |

| ゼニト・サンクトペテルブルク  | 2 - 3    | レアル・ベティス                                             |
| ジューバ 25分 · マウコム 28分 | レポート | ロドリゲス 8分 · ウィリアン・ジョゼ 18分 · グアルダード 41分 |

| サンクトペテルブルク・スタジアム, サンクトペテルブルク 観客数: 28,936人 主審: ブノワ・バスティアン |

| 2022年2月24日 21:00 |

| レアル・ベティス | 0 - 0    | ゼニト・サンクトペテルブルク |
|                  | レポート |                              |

| エスタディオ・ベニート・ビジャマリン, セビリア 観客数: 44,236人 主審: ハリル・ウムト・メレル |

二試合合計スコア 3 - 2でレアル・ベティスがラウンド16進出
| 2022年2月17日 18:45 |

| ボルシア・ドルトムント          | 2 - 4    | レンジャーズ                                                                            |
| ベリンガム 51分 · ゲレイロ 82分 | レポート | タヴァーニアー 38分 (pen.) · モレロス 41分 · ランドストラム 49分 · ザガドゥ 54分 (o.g.) |

| BVBシュタディオン, ドルトムント 観客数: 10,000人 主審: クレマン・トゥルパン |

| 2022年2月24日 21:00 (20:00 GMT) |

| レンジャーズ                     | 2 - 2    | ボルシア・ドルトムント        |
| タヴァーニアー 22分 (pen.), 57分 | レポート | ベリンガム 31分 · マレン 42分 |

| アイブロックス・スタジアム, グラスゴー 観客数: 47,709人 主審: アントニオ・マテウ・ラオス |

二試合合計スコア 6 - 4でレンジャーズがラウンド16進出
| 2022年2月17日 18:45 (19:45 EET) |

| シェリフ・ティラスポリ                | 2 - 0    | ブラガ |
| ティル 43分 (pen.) · A・トラオレ 82分 | レポート |        |

| シェリフ・スタジアム, ティラスポリ 観客数: 3,062人 主審: ダニー・マッケリー |

| 2022年2月24日 21:00 (20:00 WET) |

| ブラガ                                           | 2 - 0 (延長) | シェリフ・ティラスポリ                  |
| メデイロス 17分 · R・オルタ 43分                 | レポート     |                                         |
|                                                  | PK戦         |                                         |
| R・オルタ エルムスラティ A・ルイス カルモ モウラ | 3–2          | Dulanto ブルーノ Radeljić Khalid ティル |

| エスタディオ・ムニシパル・デ・ブラガ, ブラガ 観客数: 9,423人 主審: ホセ・マリア・サンチェス・マルティネス |

二試合合計スコア 2 - 2,PK戦 3 - 2でブラガがラウンド16進出
| 2022年2月17日 21:00 (20:00 WET) |

| ポルト                  | 2 - 1    | ラツィオ        |
| マルティネス 37分, 49分 | レポート | ザッカーニ 23分 |

| エスタディオ・ド・ドラゴン, ポルト 観客数: 32,929人 主審: セルダル・ギョズュビュユク |

| 2022年2月24日 18:45 |

| ラツィオ                              | 2 - 2    | ポルト                           |
| インモービレ 19分 · カタルディ 90+4分 | レポート | タレミ 31分 (pen.) · ウリベ 68分 |

| スタディオ・オリンピコ, ローマ 観客数: 24,948人 主審: デニス・アイテキン |

二試合合計スコア 4 - 3でポルトがラウンド16進出

## ラウンド16
ラウンド16の組み合わせ抽選会は2022年2月25日に行われた。

| チーム #1        | 合計   | チーム #2                | 第1戦 | 第2戦      |
| ---------------- | ------ | ------------------------ | ----- | ---------- |
| レンジャーズ     | 4 - 2  | ツルヴェナ・ズヴェズダ   | 3-0   | 1-2        |
| ブラガ           | 3 - 1  | モナコ                   | 2-0   | 1-1        |
| ポルト           | 1 - 2  | リヨン                   | 0-1   | 1-1        |
| アタランタ       | 4 - 2  | バイエル・レバークーゼン | 3-2   | 1-0        |
| セビージャ       | 1 - 2  | ウェストハム             | 1-0   | 0-2 (延長) |
| バルセロナ       | 2 - 1  | ガラタサライ             | 0-0   | 2-1        |
| ライプツィヒ     | 不戦勝 | スパルタク・モスクワ     | 中止  | 中止       |
| レアル・ベティス | 2 - 3  | フランクフルト           | 1-2   | 1-1 (延長) |

### 試合
| 2022年3月10日 21:00 (20:00 GMT) |

| レンジャーズ                                               | 3 - 0    | ツルヴェナ・ズヴェズダ |
| タヴァーニアー 11分 (pen.) · モレロス 15分 · バログン 51分 | レポート |                        |

| アイブロックス・スタジアム, グラスゴー 観客数: 48,589人 主審: セルダル・ギョズュビュユク |

| 2022年3月17日 18:45 |

| ツルヴェナ・ズヴェズダ                           | 2 - 1    | レンジャーズ |
| イヴァニッチ 10分 · ベン・ナブアン 90+3分 (pen.) | レポート | ケント 56分  |

| スタディオン・ライコ・ミティッチ, ベオグラード 観客数: 47,024人 主審: イシュトヴァーン・コヴァーチ |

二試合合計スコア 4 - 2でレンジャーズが準々決勝進出
| 2022年3月10日 21:00 (20:00 WET) |

| ブラガ                            | 2 - 0    | モナコ |
| A・ルイス 3分 · オリヴェイラ 89分 | レポート |        |

| エスタディオ・ムニシパル・デ・ブラガ, ブラガ 観客数: 10,228人 主審: フェリックス・ツヴァイヤー |

| 2022年3月17日 18:45 |

| モナコ        | 1 - 1    | ブラガ         |
| ディサシ 90分 | レポート | A・ルイス 19分 |

| スタッド・ルイ・ドゥ, モナコ 観客数: 3,892人 主審: アンドレアス・エクベリ |

二試合合計スコア 3 - 1でブラガが準々決勝進出
| 2022年3月9日 18:45 (17:45 WET) |

| ポルト | 0 - 1    | リヨン      |
|        | レポート | パケタ 59分 |

| エスタディオ・ド・ドラゴン, ポルト 観客数: 26,309人 主審: ホセ・マリア・サンチェス・マルティネス |

| 2022年3月17日 21:00 |

| リヨン        | 1 - 1    | ポルト    |
| デンベレ 13分 | レポート | ペペ 27分 |

| パルク・オリンピック・リヨン, デシーヌ＝シャルピュー 観客数: 54,551人 主審: オヴィディウ・ハツェガン |

二試合合計スコア 2 - 1でリヨンが準々決勝進出
| 2022年3月10日 21:00 |

| アタランタ                                | 3 - 2    | バイエル・レバークーゼン        |
| マリノフスキー 23分 · ムリエル 25分, 49分 | レポート | アランギス 11分 · ディアビ 63分 |

| スタディオ・ディ・ベルガモ, ベルガモ 観客数: 13,134人 主審: スルジャン・ヨヴァノヴィッチ |

| 2022年3月17日 18:45 |

| バイエル・レバークーゼン | 0 - 1    | アタランタ  |
|                          | レポート | ボガ 90+1分 |

| バイ・アレーナ, レーヴァークーゼン 観客数: 19,871人 主審: フランソワ・ルテクシエ |

二試合合計スコア 4 - 2でアタランタが準々決勝進出
| 2022年3月10日 18:45 |

| セビージャ  | 1 - 0    | ウェストハム |
| ムニル 60分 | レポート |              |

| エスタディオ・ラモン・サンチェス・ピスフアン, セビリア 観客数: 34,728人 主審: ザンドロ・シェーラー |

| 2022年3月17日 21:00 (20:00 GMT) |

| ウェストハム                         | 2 - 0 (延長) | セビージャ |
| ソウチェク 39分 · ヤルモレンコ 112分 | レポート     |            |

| ロンドン・スタジアム, ロンドン 観客数: 59,981人 主審: クレマン・トゥルパン |

二試合合計スコア 2 - 1でウェストハムが準々決勝進出
| 2022年3月10日 21:00 |

| バルセロナ | 0 - 0    | ガラタサライ |
|            | レポート |              |

| カンプ・ノウ, バルセロナ 観客数: 61,740人 主審: ブノワ・バスティアン |

| 2022年3月17日 18:45 (20:45 TRT) |

| ガラタサライ  | 1 - 2    | バルセロナ                      |
| マルコン 28分 | レポート | ペドリ 37分 · オーバメヤン 49分 |

| アリ・サミ・イェン・スポル・コンプレクスィ, イスタンブール 観客数: 50,110人 主審: ダニエレ・オルサート |

二試合合計スコア 2 - 1でバルセロナが準々決勝進出
| 2022年3月10日 |

| ライプツィヒ | 中止 | スパルタク・モスクワ |
|              |      |                      |

|  |

| 2022年3月16日 |

| スパルタク・モスクワ | 中止 | ライプツィヒ |
|                      |      |              |

|  |

UEFAからの制裁によりロシアのチームが出場不可能となったため、スパルタク・モスクワが不戦敗扱いとなり、ライプツィヒが準々決勝進出。ロシアサッカー連合はスポーツ仲裁裁判所（CAS）に提訴していたものの、CASは2022年3月15日に提訴を棄却することを発表した。
| 2022年3月9日 18:45 |

| レアル・ベティス | 1 - 2    | フランクフルト                    |
| フェキル 30分    | レポート | コスティッチ 14分 · 鎌田大地 32分 |

| エスタディオ・ベニート・ビジャマリン, セビリア 観客数: 36,574人 主審: マルコ・グイーダ |

| 2022年3月17日 21:00 |

| フランクフルト            | 1 - 1 (延長) | レアル・ベティス  |
| ロドリゲス 120+1分 (o.g.) | レポート     | イグレシアス 90分 |

| ヴァルトシュタディオン, フランクフルト 観客数: 25,000人 主審: マイケル・オリヴァー |

二試合合計スコア 3 - 2でフランクフルトが準々決勝進出

## 準々決勝
準々決勝の組み合わせ抽選会は2022年3月18日に行われた。

| チーム #1      | 合計  | チーム #2    | 第1戦 | 第2戦      |
| -------------- | ----- | ------------ | ----- | ---------- |
| ライプツィヒ   | 3 - 1 | アタランタ   | 1-1   | 2-0        |
| フランクフルト | 4 - 3 | バルセロナ   | 1-1   | 3-2        |
| ウェストハム   | 4 - 1 | リヨン       | 1-1   | 3-0        |
| ブラガ         | 2 - 3 | レンジャーズ | 1-0   | 1-3 (延長) |

### 試合
| 2022年4月7日 18:45 |

| ライプツィヒ             | 1 - 1    | アタランタ    |
| ザッパコスタ 58分 (o.g.) | レポート | ムリエル 17分 |

| RBアレーナ, ライプツィヒ 観客数: 36,029人 主審: マイケル・オリヴァー |

| 2022年4月14日 18:45 |

| アタランタ | 0 - 2    | ライプツィヒ                 |
|            | レポート | エンクンク 18分, 87分 (pen.) |

| スタディオ・ディ・ベルガモ, ベルガモ 観客数: 17,905人 主審: アントニオ・マテウ・ラオス |

二試合合計スコア 3 - 1でライプツィヒが準決勝進出
| 2022年4月7日 21:00 |

| フランクフルト | 1 - 1    | バルセロナ    |
| クナウフ 48分  | レポート | トーレス 66分 |

| ヴァルトシュタディオン, フランクフルト 観客数: 48,000人 主審: スルジャン・ヨヴァノヴィッチ |

| 2022年4月14日 21:00 |

| バルセロナ                              | 2 - 3    | フランクフルト                            |
| ブスケツ 90+1分 · デパイ 90+11分 (pen.) | レポート | コスティッチ 4分 (pen.), 67分 · ボレ 36分 |

| カンプ・ノウ, バルセロナ 観客数: 79,468人 主審: アルトゥール・ソアレス・ディアス |

二試合合計スコア 4 - 3でフランクフルトが準決勝進出
| 2022年4月7日 21:00 (20:00 BST) |

| ウェストハム    | 1 - 1    | リヨン            |
| ボーウェン 52分 | レポート | エンドンベレ 66分 |

| ロンドン・スタジアム, ロンドン 観客数: 59,978人 主審: フェリックス・ツヴァイヤー |

| 2022年4月14日 21:00 |

| リヨン | 0 - 3    | ウェストハム                                  |
|        | レポート | ドーソン 38分 · ライス 44分 · ボーウェン 48分 |

| パルク・オリンピック・リヨン, デシーヌ＝シャルピュー 観客数: 50,065人 主審: ザンドロ・シェーラー |

二試合合計スコア 4 - 1でウェストハムが準決勝進出
| 2022年4月7日 21:00 (20:00 WEST) |

| ブラガ         | 1 - 0    | レンジャーズ |
| A・ルイス 40分 | レポート |              |

| エスタディオ・ムニシパル・デ・ブラガ, ブラガ 観客数: 20,331人 主審: ダヴィデ・マッサ |

| 2022年4月14日 21:00 (20:00 BST) |

| レンジャーズ                                     | 3 - 1 (延長) | ブラガ      |
| タヴァーニアー 2分, 44分 (pen.) · ルーフェ 101分 | レポート     | カルモ 83分 |

| アイブロックス・スタジアム, グラスゴー 観客数: 48,894人 主審: フランソワ・ルテクシエ |

二試合合計スコア 3 - 2でレンジャーズが準決勝進出

## 準決勝
準決勝の組み合わせ抽選会は2022年3月18日に行われた。

| チーム #1    | 合計  | チーム #2      | 第1戦 | 第2戦 |
| ------------ | ----- | -------------- | ----- | ----- |
| ライプツィヒ | 2 - 3 | レンジャーズ   | 1-0   | 1-3   |
| ウェストハム | 1 - 3 | フランクフルト | 1-2   | 0-1   |

### 試合
| 2022年4月28日 21:00 |

| ライプツィヒ        | 1 - 0    | レンジャーズ |
| アンヘリーニョ 85分 | レポート |              |

| RBアレーナ, ライプツィヒ 観客数: 40,303人 主審: ブノワ・バスティアン |

| 2022年5月5日 21:00 (20:00 BST) |

| レンジャーズ                                            | 3 - 1    | ライプツィヒ    |
| タヴァーニアー 19分 · カマラ 24分 · ランドストラム 81分 | レポート | エンクンク 71分 |

| アイブロックス・スタジアム, グラスゴー 観客数: 49,397人 主審: アルトゥール・ソアレス・ディアス |

二試合合計スコア 3 - 2でレンジャーズが決勝進出
| 2022年4月28日 21:00 (20:00 BST) |

| ウェストハム    | 1 - 2    | フランクフルト               |
| アントニオ 21分 | レポート | クナウフ 1分 · 鎌田大地 54分 |

| ロンドン・スタジアム, ロンドン 観客数: 58,101人 主審: セルダル・ギョズュビュユク |

| 2022年5月5日 21:00 |

| フランクフルト | 1 - 0    | ウェストハム |
| ボレ 26分      | レポート |              |

| ヴァルトシュタディオン, フランクフルト 観客数: 48,000人 主審: ヘスス・ヒル・マンサーノ |

二試合合計スコア 3 - 1でフランクフルトが決勝進出

## 決勝
決勝は2022年5月18日にスペイン・セビリアのエスタディオ・ラモン・サンチェス・ピスフアンで行われる。
| 2022年5月18日 21:00 |

| フランクフルト                                   | 1 - 1 (延長) | レンジャーズ                                               |
| ボレ 69分                                        | レポート     | アリボ 57分                                                |
|                                                  | PK戦         |                                                            |
| レンツ フルスティッチ 鎌田大地 コスティッチ ボレ | 5–4          | タヴァーニアー デイヴィス アーフィールド ラムジー ルーフェ |

| エスタディオ・ラモン・サンチェス・ピスフアン, スペイン・セビリア 観客数: 38,842人 主審: スラヴコ・ヴィンチッチ |